# Tràiler (informàtica)
En tecnologia de la informació, un tràiler o footer fa referència a dades suplementàries (metadades) situades al final d’un bloc de dades emmagatzemades o transmeses, que poden contenir informació per al maneig del bloc de dades o simplement marcar el final del bloc.
En la transmissió de dades, les dades posteriors al final de la capçalera i anteriors a l’inici del tràiler s’anomenen càrrega útil o cos.
És vital que la composició del tràiler segueixi una especificació o format clar i inequívoc per permetre l’ anàlisi. Si no s’elimina correctament un remolc o s’elimina part de la càrrega útil pensant que es tracta d’un remolc, pot provocar confusió..
El tràiler conté informació sobre la destinació d’un paquet que s’envia per una xarxa, de manera que, per exemple, en el cas dels correus electrònics, la destinació del correu electrònic es troba al tràiler.

## Exemples
- En la transferència de dades, la capa d'enllaç de dades del model OSI afegeix un tràiler al final dels fotogrames de l'encapsulament de dades .